# Cocom (Adelsgeschlecht)

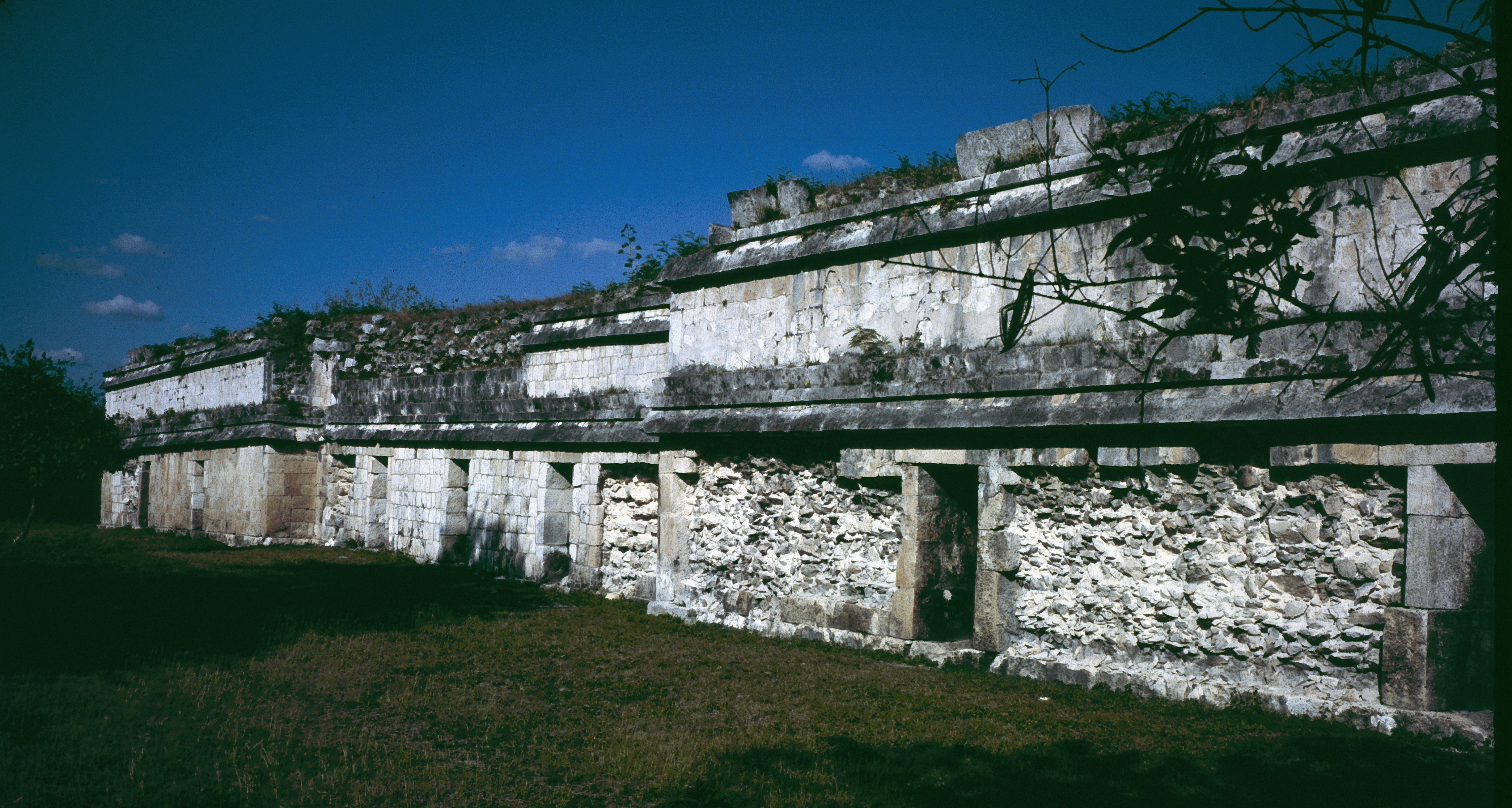
Akab Dzib

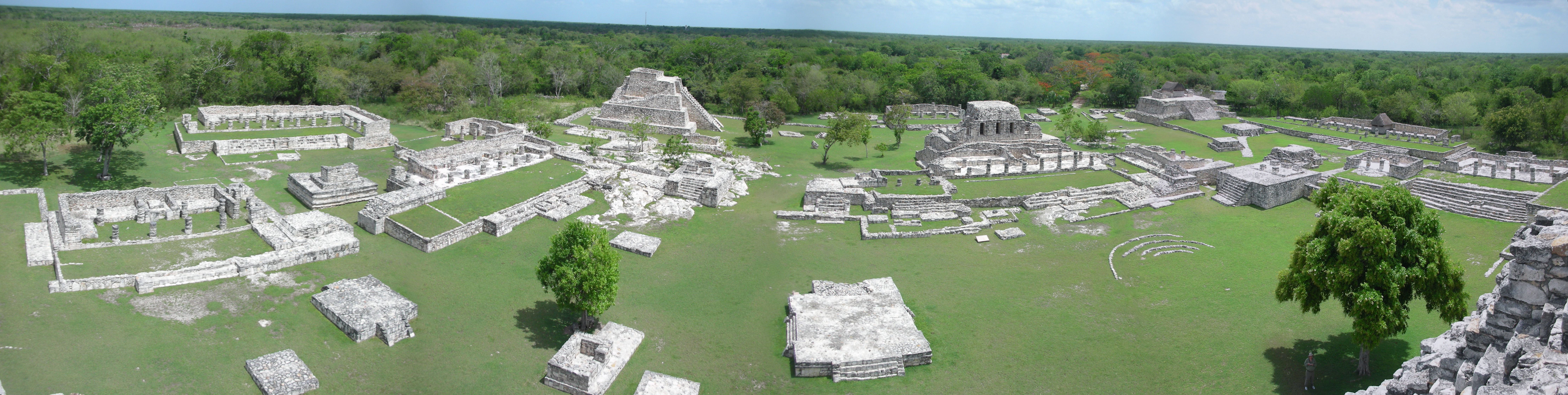
Panorama des zentralen Bereichs in Mayapan, gesehen von der Kukulkan-Pyramide

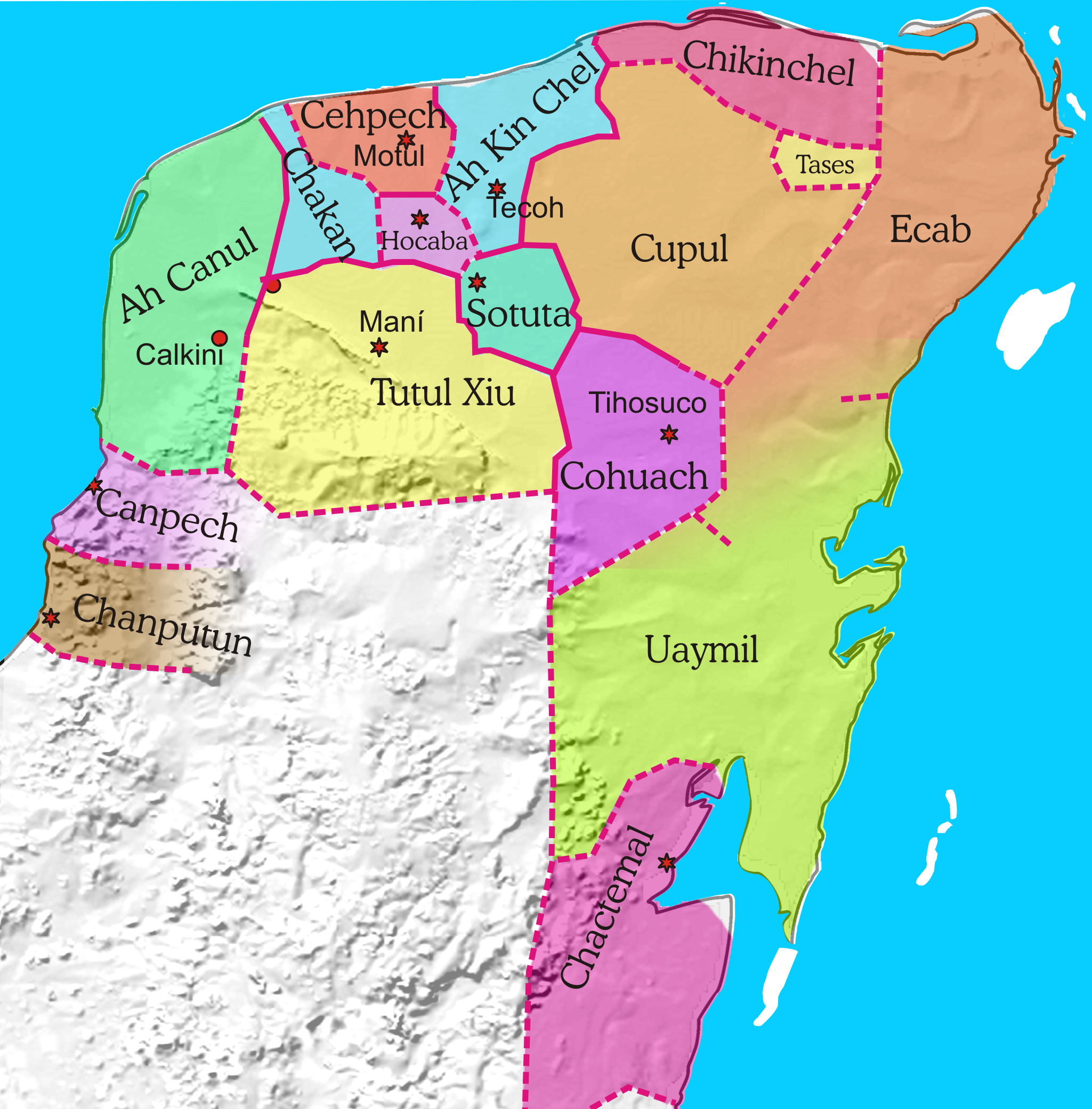
Politische Gliederung um 1500

Cocom, seltener Kokom, ist der Name eines postklassischen Fürstengeschlechts der Maya aus Yukatan in Nordamerika. Die Familie besteht bis in die Gegenwart fort.

## Geschichte
Die erste schriftliche Nachricht der Cocom stammt aus Chichén Itzá. Im Jahre 870 hatten demnach K’ak’upakal K’awiil, eine herausragende Persönlichkeit in Chichén Itzá, K’inich Jun Pik To’ok’, Herrscher von Ek Balam, sowie ein offenbar ranggleiches Mitglied der Cocom-Familie gemeinsam eine Feuerzeremonie durchgeführt. In dem heute als Akab Dzib benannten Gebäude in Chichén Itzá bezeichnet sich dessen Besitzer Yahawal Cho’ K’ak’ als ein Angehöriger der Familie der Cocom. Aber auch weitere Inschriften aus nicht identifizierten Bauten bringen diese in Beziehung zu den Cocom.
Den Chilam Balam nach wurde der Cocomfürst Hunak Ke'el, Herrscher (Halach Huinik) und möglicherweise auch Gründer von Ich Paa, von den Itzá um das Jahr 1194 gefangen genommen und im Auftrag von Chac Xib Chac als Menschenopfer in den Cenote von Chichén Itzá geworfen. Er überlebte jedoch und eröffnete den Krieg, der zur Zerstörung von Chichén Itzá führte. Selbigem wird in Folge auch die Gründung der sogenannten Liga von Mayapán zugeschrieben. Eine Vorherrschaft der Cocom in Yukatan wurde durch einen von Ah Xupan Xiu, dem regierenden Fürsten von Maní aus dem Geschlecht der Tutul Xiu, angeführten Aufstand 1441–1461 beendet und führte zur Zerstörung von Mayapan. Fast alle Angehörigen der Familie der Cocom fielen dem Aufstand zum Opfer.
Überlebt hat lediglich ein Sohn, welcher sich auswärts aufhielt und zunächst in Tibolon siedelte, im Anschluss aber Sotuta gründete. Dieser Ort, der wie Maní bis heute bewohnt ist, wurde die Residenzstadt des gleichnamigen Fürstentums, welches eines der bedeutendsten von 16 indigenen Jurisdiktionen auf Yukatan zur Zeit der Ankunft der Spanier war. Die Cocom lagen in der Folgezeit in unversöhnlichem Krieg mit den Tutul Xiu. So soll eine Gruppe von Xiu-Pilgern, die am heiligen Cenote von Chichén Itzá für ein Ende einer Dürreperiode Opfer ausführen wollten, von den Cocom im Schlaf getötet worden sein. Jedoch lag das Fürstentum Sotuta auch mit den Nachbarstaaten Hocabá und Ah Kin Chel in ständigem Krieg. 
Während sich u. a. die Tutul Xiu mit den Spaniern alliiert hatten, führten die Cocom mehrere Aufstände an. Nachi Cocom († 1562), Herrscher von Sotuta und Enkel des letzten Herrschers von Mayapan, war einer der bedeutendsten und letzten Widerständler. Am 11. Juni 1541 unterlag er, ein uniertes Mayaheer anführend, gegen Francisco de Montejo y León und dessen indigenen Auxiliartruppen bei Tixkokob. Nach seiner Taufe auf den Namen Juan stellte er Diego de Landa für dessen um 1566 verfasstes Werk "Relación de las cosas de Yucatán" wertvolle Informationen zur Verfügung. Sein Bruder Lorenzo Cocom folgte ihm als Familienoberhaupt, nahm sich jedoch um der peinlichen Befragung zu entgehen, nach einem Jahr Regierungszeit das Leben, nachdem er angeklagt wurde, in Sotuta Menschen geopfert zu haben. Ihm folgte der Sohn Nachi Cocoms in der Herrschaftsfolge, welcher von 1565 bis 1581 als Gouverneur von Sotuta genannt wurde. Er soll ein sehr kluger und umsichtiger Mann gewesen sein, der zudem bereits fließend Spanisch sprach. Seine Familie besetzte noch bis zum Ausgang des 18. Jahrhunderts die Gouverneursstelle in Sotuta.

## Angehörige
- Hunak Ke'el († nach 1194), Halach Huinik von Mayapan und Stifter der Liga von Mayapan
- Nachi Cocom († 1560/1562), Halach Huinik von Sotuta und Führer des Widerstandes gegen die Konquista
- Heriberto (Beto) Cocom, Präsident des AdEP, einer Fördergesellschaft zur Erhaltung und Erschließung von El Pilar
- Dr. Juan Castillo Cocom, Anthropologe[5]